# Tomáš Šobr
Tomáš Šobr (21. září 1813 Písek – 7. března 1873 Písek) byl český politik, v 60. a 70. letech 19. století poslanec Českého zemského sněmu, starosta Písku.

## Biografie
Pocházel z rodiny obchodníka s železářským zbožím Tomáše Schobera, který do Písku přesídlil v roce 1810 a stal se představitelem komunální opozice proti konzervativnímu starostovi Ignáci Šurdovi. Tomáš Šobr vystudoval v období let 1824–1828 gymnázium v Písku. V školním roce 1830–1831 studoval na pražské polytechnice, ale studia přerušil a nastoupul do firmy svého otce, kterou po jeho smrti roku 1837 převzal. Angažoval se ve veřejném životě. Během revolučního roku 1848 byl členem městského výboru. Roku 1850 zasedl do funkce ředitele píseckého chudinského ústavu. Byl také městským radním. Roku 1852 prodal rodinný obchod a přestěhoval se za město, na jím zakoupený statek.
Před obecními volbami roku 1861 byl navržen na starostu Písku, ale nominaci nepřijal. Starostou se nakonec stal po volbách v únoru 1866. Ve funkci zavedl úřadování v češtině. Zasadil se také o převzetí opatrovny chudých dětí do obecní správy. Roku 1866 řídil boj proti epidemii cholery. Roku 1867 se podílel na založení písecké organizace tělovýchovného spolku Sokol a roku 1868 na vzniku městské spořitelny. V roce 1866 se také stal okresním starostou. Starostou města Písek zůstal do roku 1869, kdy již po volbách post neobhájil. Zůstal členem městské rady a ve volbách roku 1872 se stal obecním zastupitelem. Čelil silné opozici a majetkovým obtížím, protože byl kvůli chybným investicím do nemovitostí obstaven roku 1872 jeho majetek.
V 60. letech 19. století se zapojil do zemské politiky. V zemských volbách v Čechách v lednu 1867 byl zvolen na Český zemský sněm v městské kurii (obvod Písek). Mandát obhájil v krátce poté konaných zemských volbách v březnu 1867.
V srpnu 1868 patřil mezi 81 signatářů státoprávní deklarace českých poslanců, v níž česká politická reprezentace odmítla centralistické směřování státu a hájila české státní právo. Čeští poslanci tehdy na protest praktikovali politiku pasivní rezistence, kdy bojkotovali práci zemského sněmu, byli za neomluvenou absenci zbavováni mandátů a pak opětovně manifestačně voleni. Šobr takto byl zbaven mandátu pro absenci v září 1868 a zvolen znovu v doplňovacích volbách v září 1869. Uspěl rovněž v řádných volbách v roce 1870 a volbách roku 1872.
Dne 26. listopadu 1866 se jako třiapadesátiletý oženil s třiačtyřicetiletou Marií Trojanovou. Měl s ní syna a dceru. Zemřel v březnu 1873 během epidemie černých neštovic. Je pohřbený v Písku.